# Landas e la Sauvetat
Landos és un municipi francès situat al departament de l'Alt Loira i a la regió d'Alvèrnia-Roine-Alps. L'any 2007 tenia 876 habitants.

## Demografia

### Població
El 2007 la població de fet de Landos era de 876 persones. Hi havia 378 famílies de les quals 110 eren unipersonals (59 homes vivint sols i 51 dones vivint soles), 151 parelles sense fills, 109 parelles amb fills i 8 famílies monoparentals amb fills.
La població ha evolucionat segons el següent gràfic:
Habitants censats

### Habitatges
El 2007 hi havia 625 habitatges, 399 eren l'habitatge principal de la família, 169 eren segones residències i 57 estaven desocupats. 546 eren cases i 78 eren apartaments. Dels 399 habitatges principals, 295 estaven ocupats pels seus propietaris, 91 estaven llogats i ocupats pels llogaters i 13 estaven cedits a títol gratuït; 10 tenien una cambra, 29 en tenien dues, 58 en tenien tres, 111 en tenien quatre i 191 en tenien cinc o més. 293 habitatges disposaven pel capbaix d'una plaça de pàrquing. A 191 habitatges hi havia un automòbil i a 140 n'hi havia dos o més.

### Piràmide de població
La piràmide de població per edats i sexe el 2009 era:
| Homes | Edats   | Dones |
| ----- | ------- | ----- |
| 0     | 95 o +  | 0     |
| 0     | 90 a 94 | 8     |
| 8     | 85 a 89 | 12    |
| 0     | 80 a 84 | 16    |
| 20    | 75 a 79 | 24    |
| 36    | 70 a 74 | 32    |
| 44    | 65 a 69 | 40    |
| 32    | 60 a 64 | 28    |
| 20    | 55 a 59 | 24    |
| 36    | 50 a 54 | 32    |
| 48    | 45 a 49 | 16    |
| 40    | 40 a 44 | 48    |
| 28    | 35 a 39 | 36    |
| 24    | 30 a 34 | 4     |
| 24    | 25 a 29 | 20    |
| 16    | 20 a 24 | 32    |
| 36    | 15 a 19 | 28    |
| 20    | 10 a 14 | 20    |
| 32    | 5 a 9   | 20    |
| 4     | 0 a 4   | 8     |

## Economia
El 2007 la població en edat de treballar era de 521 persones, 373 eren actives i 148 eren inactives. De les 373 persones actives 339 estaven ocupades (194 homes i 145 dones) i 35 estaven aturades (15 homes i 20 dones). De les 148 persones inactives 73 estaven jubilades, 26 estaven estudiant i 49 estaven classificades com a «altres inactius».

### Ingressos
El 2009 a Landos hi havia 408 unitats fiscals que integraven 855,5 persones, la mediana anual d'ingressos fiscals per persona era de 13.519 €.

### Activitats econòmiques
Dels 56 establiments que hi havia el 2007, 1 era d'una empresa extractiva, 1 d'una empresa alimentària, 1 d'una empresa de fabricació d'altres productes industrials, 6 d'empreses de construcció, 14 d'empreses de comerç i reparació d'automòbils, 4 d'empreses de transport, 5 d'empreses d'hostatgeria i restauració, 1 d'una empresa d'informació i comunicació, 2 d'empreses financeres, 3 d'empreses immobiliàries, 3 d'empreses de serveis, 11 d'entitats de l'administració pública i 4 d'empreses classificades com a «altres activitats de serveis».
Dels 15 establiments de servei als particulars que hi havia el 2009, 1 era una oficina de correu, 1 una oficina bancària, 1 funerària, 2 tallers de reparació d'automòbils i de material agrícola, 1 taller d'inspecció tècnica de vehicles, 1 paleta, 2 fusteries, 1 lampisteria, 1 electricista, 2 perruqueries, 1 veterinari i 1 restaurant.
Dels 3 establiments comercials que hi havia el 2009, 1 era una botiga de més de 120 m², 1 una fleca i 1 una carnisseria.
L'any 2000 a Landos hi havia 70 explotacions agrícoles que ocupaven un total de 3.445 hectàrees.

## Equipaments sanitaris i escolars
El 2009 hi havia 1 farmàcia i 1 ambulància.
El 2009 hi havia una escola elemental. Landos disposava d'un col·legi d'educació secundària amb 159 alumnes.

## Poblacions més properes
El següent diagrama mostra les poblacions més properes.